# Rosita
Rosita er en dansk film fra 2015 instrueret af Frederikke Aspöck, filmen har Mikkel Boe Følsgaard, Jens Albinus og Mercedes Cabral i hovedrollerne.

## Handling
Johannes bor sammen med sin far, enkemanden Ulrik, i en lille fiskerby i den nordlige del af Danmark, de lever et stille, rutinepræget liv og passer jeres jobs i fiskeindustrien. Ulrik savner kærligheden, og arrangerer ankomsten af den unge, smukke filippinske kvinde, Rosita.

## Medvirkende
- Mikkel Boe Følsgaard som Johannes
- Jens Albinus som Ulrik
- Mercedes Cabral som Rosita
- Julie Agnete Vang som Maja
- Mads Riisom som Allan
- Jacob Moth-Poulsen som Jens
- Marilou Nadonza som Sandra
- Girlie Lou Nielsen som Joy
- Anders Brink Madsen som Frank
- Carsten Svendsen som Christian
- Lise Baastrup Nielsen som Sussi
- Niels Ellegaard som Skipper
- Ole Dupont som Allans ven
- Linda Fallentin som Liselotte